# Gens Menenia
La gens Menenia fue una muy antigua e ilustre casa patricia de la Antigua Roma, desde los primeros días de la República romana hasta la primera mitad del siglo IV a. C. El primero de la familia en obtener el consulado fue Agripa Menenio Lanato en 503 a. C. La gens finalmente cayó en la oscuridad, a pesar de que sus descendientes todavía vivían en el siglo I a. C.

## Origen de la gens
Durante la primera secesión de la plebe en 493 a. C., Agripa Menenio Lanato, el cónsul anterior, fue despachado por el Senado como emisario a los plebeyos, con los que estuvo reunido en el Mons Sacer. Se dice que surgió de la plebe, a pesar de que él y varias generaciones de sus descendientes ostentaron el consulado cuando estaba abierto únicamente a los patricios. Esto sugiere que los Menenii tienen que haber sido hecho patricios, probablemente durante el reinado de uno de los últimos reyes romanos.

## Praenomina utilizados por la gens
Se sabe que los Menenii utilizaban los praenomina Agrippa, Gaius, Titus y Lucius. Junto con la gens Furia,  eran de las únicas familias patricias que hacían uso regular del praenomen Agrippa, el cual más tarde revivió como cognomen en muchas familias. Por esta razón, las fuentes más tardías frecuentemente se refieren a los Menenii cuyo praenomen era Agrippa como Menenius Agrippa, en vez del correcto Agrippa Menenius.
Licinus, probablemente el praenomen del tribuno consular de 387 a 376 a. C., era así mismo un nombre raro, aparentemente derivado del nombre etrusco. Como Agrippa, Licinus fue conocido más tarde, principalmente como apellido, pero es más frecuentemente confundido con el nomen Licinius, que fue derivado de él. Livio preserva el praenomen como Licinius, pero los historiadores más tardíos parecen haberlo enmendado al más común praenomen Lucius.

## Ramas y cognomina de la gens
El único cognomen asociado con los Menenii es Lanatus. Este apellido deriva del adjetivo latino que significa "lanudo", y quizás originalmente referido a una persona de cabello particularmente fino, rizado, o abundante.